# سناج
سناج، روستایی از توابع بخش فامنین شهرستان همدان در استان همدان ایران است.
زبان :ترکی.تمامی زمین های روستای سناج و اطراف آن در گذشته متعلق به آقا حسین خان بوده است.سناج هوایی سرد و زمانی دارد.
در گذشته سناج دارای باغات انگور و زمین های کشاورزی زیادی بوده است اما با گذشت زمان و به دلیل کم آبی تمامی باغ ها خشک شدند و کشاورزی تنها به صورت دیم در سناج ادامه دارد.واکثر مردم این روستا در تهران و کرج(اشتهارد)سکونت دارند

## جمعیت
این روستا در دهستان خرم‌دشت قرار دارد و براساس سرشماری مرکز آمار ایران در سال ۱۳۹۵، جمعیت آن ۵۱۵ نفر (۱۶۸ خانوار) بوده‌است. 